# Catarina Howard
Catarina Howard (Londres, |c. 1521 ou 1522 – Londres, 13 de fevereiro de 1542) foi a quinta esposa do ReiHenrique VIII e Rainha Consorte da Inglaterra de 1540 até seu casamento ser anulado em novembro de 1541 sob acusações de adultério, causando em sua execução no ano seguinte.

## Vida
Catarina era filha de Edmundo Howard e de Jocasta Culpepper. Era também sobrinha de Tomás Howard, 3.º Duque de Norfolk e prima de Ana Bolena. Durante a sua infância, o pai foi o governador de Calais e Catarina cresceu na casa de sua avó, Isabel Tilney, Duquesa de Norfolk, que não lhe deu a atenção necessária, permitindo que ela desenvolvesse algumas relações amorosas. Em 1539, Catarina tornou-se dama de companhia de Ana de Cleves, futura rainha consorte de Henrique VIII. O rei, no entanto, encantou-se por ela e não pela mulher, o que acabou no divórcio dos dois em 16 de julho de 1540 Em 28 de julho daquele mesmo ano, celebrou-se o casamento e Catarina tornou-se rainha de Inglaterra. O Rei demonstrava ter muito amor por ela e a deu muitas jóias e presentes caros.
Enquanto rainha, Catarina chamou à corte alguns dos seus antigos amigos, nomeadamente Francisco Dereham, que tinha alegadamente sido seu amante em Norfolk e que se tornou no seu secretário particular. As companhias da rainha e o seu passado começaram a levantar suspeitas em 1541, e o povo começou a alegar que ela estava tendo amores extraconjugais e sexo fora do casamento. De início, Henrique VIII recusou-se a acreditar nas evidências, mas quando mostraram supostas provas, mandou colocá-la sob prisão na Abadia de Middlesex. Catarina perdeu o título de rainha e foi repudiada. Ela foi acusada de adultério com Thomas Culpepper, mas essa acusação foi falsa e ambos eram inocentes. Em dezembro, Culpepper e Dereham foram executados. Em janeiro de 1542, Catarina começou a ser julgada por adultério, o que numa rainha era equivalente a traição. Considerada culpada, Catarina foi executada na Torre de Londres em 13 de fevereiro de 1542, aos 20 ou 21 anos de idade. Diz-se que passou os últimos dias ensaiando a sua execução.
Os historiadores da dinastia Tudor concordam que, de qualquer forma, Catarina foi abusada física e mentalmente por diversos homens em sua vida durante o ano de 1536 em Londres, o que é muito, já que ela tinha apenas 14 ou 15 nessa época, além de se casar com um homem de 49 quando tinha apenas 18 ou 19.

## O Fantasma de Hampton Court
Em 1541, Catarina foi acusada de adultério e posta sob prisão domiciliar no Palácio de Hampton Court. Segundo dizem, ela conseguiu escapar dos guardas e correu pela galeria para implorar perdão e misericórdia a seu esposo. Ela esmurrou as portas da capela, gritando o nome de Henrique, até que os guardas a capturaram e levaram-na de volta para seus aposentos. Posteriormente, ela foi executada na Torre de Londres. De acordo com uma lenda popular, o fantasma de Catarina agora assombra a galeria por onde tentara fugir e muitos afirmam tê-la ouvido chamar por Henrique.